# Гипотеза о двух потоках переработки зрительной информации
Гипотеза о двух потоках переработки зрительной информации — предположение о существовании в коре головного мозга двух потоков обработки информации — вентрального и дорсального. Гипотезу выдвинул в 1983 году нейропсихолог Мишкин с сотр..

## Суть гипотезы
Мишкин с сотр. выдвинул гипотезу, что в коре головного мозга имеется два анатомически и функционально различных пути для обработки двух видов зрительной информации — пространственной (канал для обработки этого вида информации он назвал системой «Где?») и предметной (соответственно, система «Что?»). К такому предположению его привели эксперименты на макаках-резусах с повреждениями различных областей коры головного мозга. Так, при повреждении нижней височной области, обезьяна не могла различать объекты, представленные в зрительном поле, тогда как при повреждении теменных областей животное не определяло пространственное положение.

## Анатомическое строение
Обработка зрительной информации в головном мозге начинается в первичной зрительной коре. После первичной обработки информация передается во вторичную зрительную кору (престриарная кора). Именно во вторичной зрительной коре (поле V2) берут начало два анатомически различных канала, которые продолжаются далее в третичной зрительной коре (также область престриарной коры). Затем, информация по вентральному потоку (система «Что?») переходит в нижнюю височную область. По дорсальному потоку (система «Где?») информация переходит в заднюю теменную кору.
М. Мишкин также отмечает, что важной составляющей системы вентрального и дорсального потоков является синтез зрительной информации из них в лобных долях, куда информация поступает посредством различных компонентов лимбической системы.

## Функции вентрального и дорсального потоков
Вентральный поток (система «Что?») оканчивается в нижней височной коре, которая, как известно, тесно связана с функционированием памяти (в том числе по причине наличия связей с гиппокампом и другими областями коры, связанными с памятью — например, с энторинальной корой). Как в оригинальных исследованиях М. Мишкина, так и согласно клиническим данным, повреждения нижней височной коры ведут к нарушениям узнавания зрительных объектов, что подтверждает выдвинутую автором гипотезу.
Дорсальный поток (система «Где?») отвечает за восприятие пространственного положения объектов зрительного поля, что также подтверждается экспериментальными данными, полученными при искусственном разрушении теменной коры.